# やぶれかぶれ (ウルフルズの曲)
『やぶれかぶれ』は、1992年5月13日に発売されたウルフルズのデビューシングル。発売元は東芝EMI。

## 解説
デビュー当時ほとんど無名だったこともあり、オリコンチャートで集計されないほど売れなかった。
本作のミュージック・ビデオは長髪時代のトータスがマイクで歌い、他の3人は楽器を持たず踊りながら1つのマイクでコーラス。ラストでは縄跳びをしている。
1997年新春「バンザイアンコールツアー」でスクリーンにミュージック・ビデオを流し、トータスが長髪のカツラを被り全員がミュージック・ビデオの衣装で再現。後の武道館ライヴDVDの特典映像に収録。

## 収録曲
両曲　作詞・作曲：トータス松本、ウルフルケイスケ　編曲：ウルフルズ
1. やぶれかぶれ
2. パパイヤ・ママイヤ